# Santa María de Entines
Entines (también llamada Santa María de Entines y oficialmente llamada Santa María de Entíns) es una parroquia española del municipio de Outes, en la provincia de La Coruña, Galicia.

## Entidades de población
Entidades de población que forman parte de la parroquia:
- A Fonte
- A Portela
- Coiradas
- Entíns
- Fontenlos
- Pazos
- O Rego
- O Vilar
- Travesía de Entíns

## Demografía

### Parroquia
| Gráfica de evolución demográfica de Entines (parroquia) entre 2000 y 2019 |
|                                                                           |
| Datos según el nomenclátor publicado por el INE.                          |

### Lugar
| Gráfica de evolución demográfica de Entíns (lugar) entre 2000 y 2019 |
|                                                                      |
| Datos según el nomenclátor publicado por el INE.                     |